# Nuno Bettencourt
Pour les articles homonymes, voir Bettencourt.
 (novembre 2010).
Si vous disposez d'ouvrages ou d'articles de référence ou si vous connaissez des sites web de qualité traitant du thème abordé ici, merci de compléter l'article en donnant les références utiles à sa vérifiabilité et en les liant à la section « Notes et références ».
Nuno Bettencourt est un guitariste luso-américain de hard rock né en 1966 à Praia da Vitória, aux Açores, connu pour sa participation au groupe Extreme et sa collaboration avec Rihanna.

## Biographie
Il est le dernier d'une famille de 10 enfants. À l'âge de 4 ans, il quitte avec sa famille les Açores pour les États-Unis. Il grandit dans la ville de Boston où il deviendra guitariste du groupe de hard rock Extreme en 1985.  
En 1995, les membres d'Extreme se séparent. L'année suivante, Nuno sort son premier album solo Schizophonic, puis forme son nouveau groupe, Mourning Widows. Le groupe sort deux albums (en 1999 et 2000) qui ont un succès d'estime, particulièrement au Japon.
Il retourne alors en solo et sort en 2002 Population 1. Pour la tournée, il s'entoure de Steve Ferlazzo, Kevin "Figg" Figueiredo, et Joe Pessia. Ensemble, ils enregistrent le 5 titres Sessions From Room 4 en 2003. Fin 2005, leur premier album Love voit le jour sous le nom de groupe Dramagods.

Nuno s'implique aussi dans de nombreux projets annexes, dont celui de Perry Farrell (chanteur de Jane's Addiction) : Satellite Party. Il est crédité comme coproducteur mais demeure surtout le guitariste attitré de la formation de 2005 à 2007.

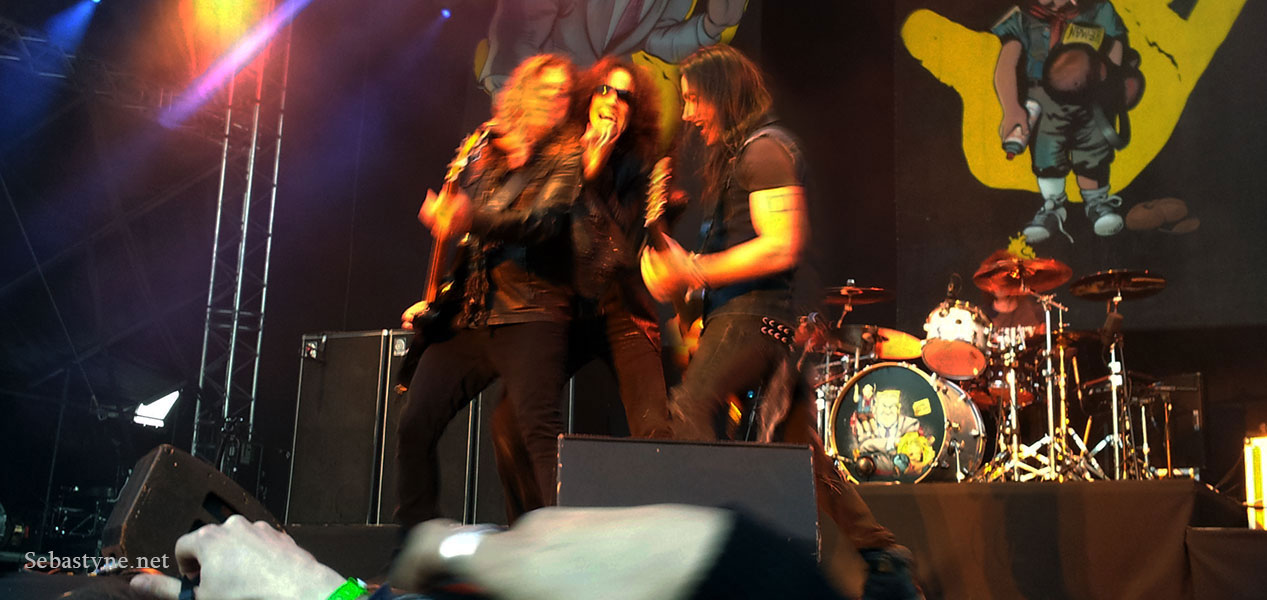
Tournée pour le de l'album Pornograffitti.

En 2007, Extreme se reforme, avec Kevin Figueiredo à la batterie. Leur nouvel album Saudades de rock est sorti en octobre 2008 et fait la part belle aux influences du groupe durant les années 90.
En 2008, Nuno Bettencourt signe la majorité des chansons du film Smart People, dont un album est paru chez Hollywood Records. 
En 2009, Nuno rejoint la chanteuse Rihanna en tant que guitariste et assure l'intégralité de sa tournée 2010.
Nuno compose également une série de chansons pour un épisode de How I Met Your Mother, on le retrouve notamment sur un site Web consacré à cet épisode.
Il joue principalement sur des guitares de marque Washburn, qui lui fabrique plusieurs modèles signature. 
Ses principales influences sont : Eddie Van Halen, Queen, the Beatles, Prince, Jimmy Page[réf. nécessaire].

## Vie privée
En 1993, Bettencourt rencontre l'auteure-compositrice-interprète Suze DeMarchi. Ils écrivent et interprètent la chanson Because I Can pour le deuxième album de Baby Animals, Shaved and Dangerous. Le 27 août 1994, le couple se marie aux Açores, d'où est originaire la famille de Bettencourt. En 1996, ils ont leur premier enfant, une fille, Bebe Bettencourt, qui deviendra actrice. Le couple vient à Los Angeles en octobre 2001. En 2002, DeMarchi et Bettencourt ont leur deuxième enfant à Los Angeles. Le couple se sépare en 2009, DeMarchi retourne vivre en Australie peu après et annonce leur divorce en 2013.

## Discographie

### Extreme
- Extreme (1989)
- Pornograffitti (1990)
- III Sides to Every Story (1992)
- Waiting for the Punchline (1995)
- An Accidental Collocation of Atoms: The Best of Extreme (2000)
- 20th Century Masters – The Millennium Collection: The Best of Extreme (2002)
- Saudades de Rock (2008)
- Take Us Alive-Boston 2009 (2010)
- Pornograffitti Live 25 / Metal Meltdown[6]
- Six (2023)

### Jim Gilmore
- Putting Back The Rock (1990)

### Janet Jackson
- Black Cat (1990)

### Dweezil Zappa
- Confessions (1991)

### Robert Palmer
- Honey (1994)

### Nuno
- Schizophonic (1997)

### Mourning Widows
- Mourning Widows (1998)
- Furnished Souls For Rent (2000)

### Population 1
- Population 1 (2002)
- Sessions From Room 4 (2004)

### DramaGods
- Love (2005)

### Satellite Party
- Ultra Payloaded (2007)

### Anthology
- Guitars That Rule the World Vol.1 (1992)